# هيركوليز بريتو رواز
هيركوليز بريتو رواز (بالبرتغالية: Hércules Brito Ruas‏) (مواليد 9 أغسطس 1939) هو لاعب كرة قدم. يلعب مع منتخب البرازيل لكرة القدم. سبق له أن لعب في كأس العالم لكرة القدم مع منتخب بلاده.

## روابط خارجية
- هيركوليز بريتو رواز على موقع الاتحاد الدولي (مؤرشف)  (الإنجليزية)
- هيركوليز بريتو رواز على موقع قاعدة بيانات كرة القدم.إي يو (الإنجليزية)
- هيركوليز بريتو رواز على موقع ناشيونال فوتبول تيمز (الإنجليزية)